# Фосфодиестераза
Фосфодиестеразите (ФДЕ) са ензими, хидролитично разкъсващи 3′-фосфодиестерната връзка в молекулата на цикличния 3′,5′-АМФ, давайки нецикличен 5′-АМФ.
Действията на хормоните, повишаващи концентрацията на цАМФ, могат да бъде прекратени по много начини, включително хидролизата на цАМФ до 5'-AMP от фосфодиестеразите. Наличието на тези хидролитични ензими осигурява бърз оборот на сигнала, генериран от цАМФ и следователно бързо приключване на биологичния процес след отстраняване на хормоналния стимул. Съществуват най-малко 11 изоформи от семейството на ензимите на фосфодиестеразата. Те се регулират от техните субстрати – цАМФ и цГМФ, от хормони и чрез вътреклетъчни посредници като калций, вероятно действащ чрез калмодулин. Инхибиторите на фосфодиестеразата, най-вече метилирани ксантинови производни като кофеина, увеличават вътреклетъчния цАМФ, имитирайки или удължавайки действията на хормоните, действащи чрез цАМФ.